# Джурків
Джуркі́в — село в Україні, у Підгайчиківській сільській громаді Коломийського району Івано-Франківської області.

## Короткий опис

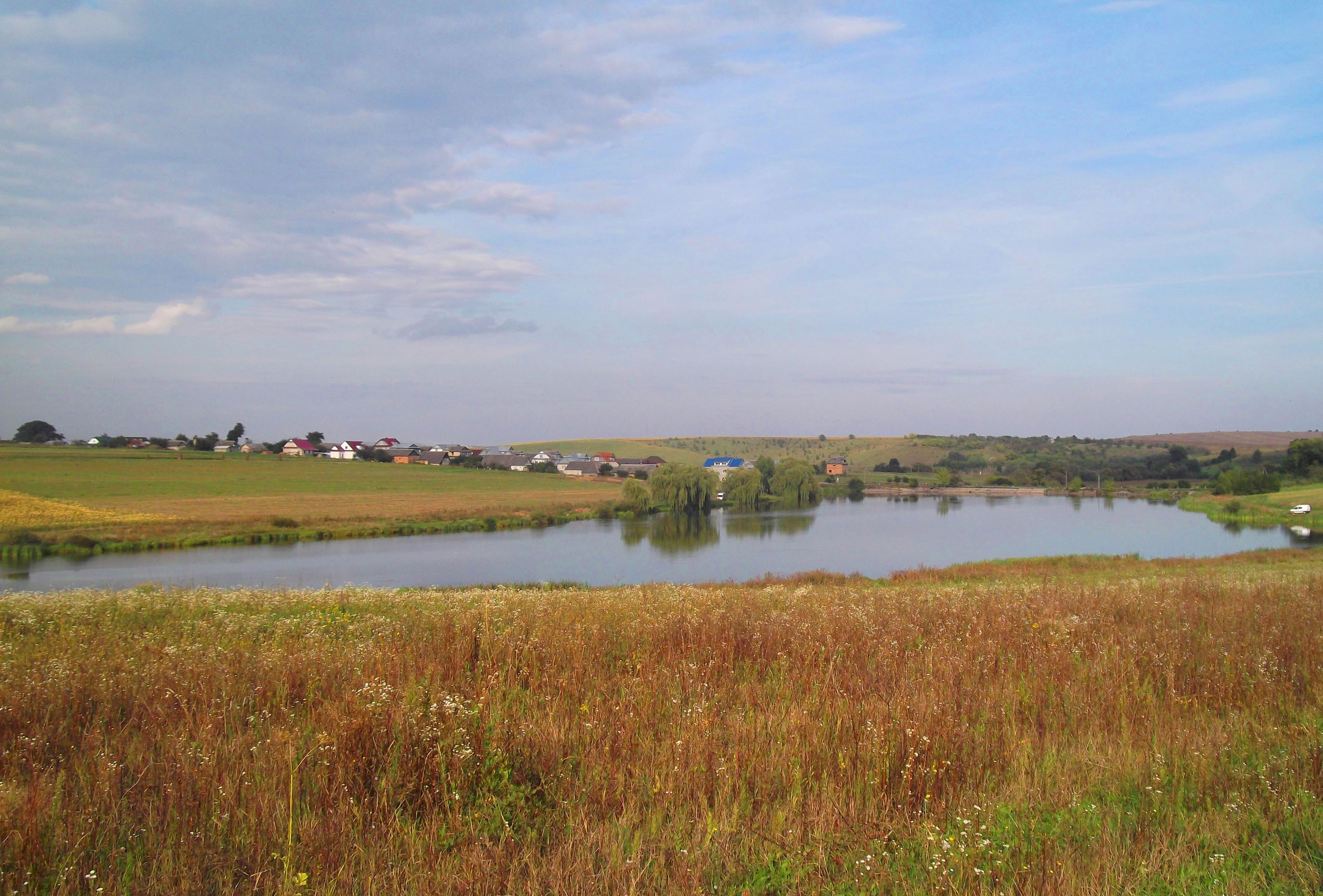
Джурківський став

Розташований за 18 км від районного центру, за 6 км від залізничної станції Годи-Турка. Населення — 1325 чоловік. Сільраді підпорядковане село Пищаче. В селі є гімназія I-II ступенів, клуб, бібліотека.
За даними «Історії міст і сіл Української РСР», Джурків вперше згадується у документах 80-х років XVIII століття.

## Княжа доба
Первинне поселення називалося Боярщина, пізніше — Луги, потім — Жюрков і насамкінець — Джурків. Своїм корінням історія села сягає в княжу добу. Про це свідчить назва поля Княждвірське, на якому знаходився двір князя, що був зруйнований турками та безкурганний могильник часів Київської Русі. Щодо походження назви, то існують кілька версій:
- перша: назва походить від назви селянської їжі джур, яку готують із картоплі, житнього борошна та сироватки;
- друга: назва походить від назви татарського слуги — джури, який був малого зросту та звали Журко.

Старовинна грамота за 1398 рік свідчить: «…А це я, пан Бенко, староста Галицький і Снятинський, свідчу… іже прийшов перед нас пан Гервась і відправив своїй дружині Варварі сто гривень на свої села Товмачі і Жюрков». Уже тоді село мало власника — пана Гервася. Назву міг дати ще давніший власник — Журко або Жюрков. Засновник мав мати заслуги перед польським королем, який і надав йому право заснування села. Ось витяг з старовинної грамоти: «…Ми, Олександр-воєвода, чинимо знаменито, оже істинний тот слуга наш Журко Драготескул служив нам правдою і вірною службою…». Або ще «Ми, Стефан-воєвода, знаменито чинимо оже істині наші слуги Алека і Журка служили нам право і вірно». Це витяги з молдавських грамот, які писалися староруською мовою. Ім'я Журко існувало і в нас на Прикарпатті.

## ХутірПищачеі кутки села
Поряд із Джурковом знаходиться і хутір Пищаче, історія походження назви якого така: у 50-х роках XIX ст. багато жителів села хворіли на холеру. Щоб сповільнити зараження інших, хворих вивозили за село, за горб, а вони там пищали і у страшних муках помирали. Часто рідні ходили до хворих: померлих хоронили, а живим несли їжу. Коли рідні поверталися, їх запитували «Пищє ще».
Свою історію походження назв мають і окремі кутки села:
- Долішній кут — назву одержав від місця розташування. Знаходиться на пониззі і тягнеться вздовж потоку Ставище.
- Горішній кут — розташований у верхній частині села — місцевість горбиста.
- Скарбищі — при будівництві хати господар викопав скарб. В 70-80-х роках ХХ ст. цей куток одержав назву Китайська вулиця, оскільки майже в кожній хаті було по 3-5 дітей у сім'ї. Знаходиться на краю села біля ставка.
- Заохота — назву одержав від імені Охота, яким прозвали братів Пилипчуків. Їхня хата була першою на вулиці, і всі хто будувався за ними — селився за Охотою. Розташований на правому березі струмка Ставище.
- Саджавка — назву одержав від великої кількості садів та великого саду пана Тіша, який мав тут двір.
- Шляхта — куток, на якому до 50-х років ХХ ст. жили в основному поляки. Будинки їхні були спалені під час міжнаціональних конфліктів в селі.

## XVIII— поч. XX ст
В минулому жителі села займалися землеробством і ручною розробкою торфу. Поміщики Делігдіш, Салимон, Фельдман, Богданович володіли 1820 моргами орної землі, 210 — пасовищ, 5 моргами лісу. Селяни ж обробляли 1449 моргів. Наприкінці XIX ст. в селі було побудовано ґуральню і цегельню, які були знищені під час І світової війни.
В 1766 році було побудовано церкву. Її будівництво фінансувала пані дідичка, що правила в той час селом. Орендарем був єврей Зельман, який збирав данину та відкривав і закривав церкву. Школу в селі було побудовано паном Богдановичем в 1861 році. В 1900 р. в селі засновано радикальну партію, якою керував Сеньків С. В. і яка проіснувала до 1930 р. Віноґрад (ґміна) В 1927 р. було засновано «Просвіту», якою керував січовик, студент Львівського у-ту Прусак С. І. Також діяли товариства «Пласт», «Луг», «Рідна хата», «Сельроб». В селі мешкало близько 250 родин поляків. Вони створили осередок польського товариства «Kółko Rolnicze» («Кулко рільниче», або «Гурток рільничий»), яке мало магазин, читальню, касу. Керував ним Стефан Кавінський.
10 квітня 1934 р. село розпорядженням ради міністрів було передане з Городенківського повіту до Коломийського, а 1 серпня того ж року село включене до ґміни Виноград.
На 01.01.1939 в селі проживало 2870 мешканців, з них 1630 українців-грекокатоликів, 1010 українців-латинників, 30 поляків, 120 польських колоністів міжвоєнного періоду, 80 євреїв.

## Радянський період
21 вересня 1939 р. в село прийшли Червоні війська. Було створено сільську раду, головою якої став Пилипчук Петро. В 1940 р. виникли піонерська та комсомольська організації. Під час німецької окупації села з липня 1941 р. по 26 березня 1944 р. 32-є сільчан були вивезені на роботи до Німеччини, 45 євреїв вивезено до Коломиї і там розстріляно, спалено 12 хат, кілька людей загинули у в'язниці. Після зайняття села Червоною Армією 114 джурківців мобілізовано, 61 з них загинув на полях боїв. 30 джурківців стали бійцями ОУН-УПА. В 1947 р. в селі було створено два колгоспи — ім. Леніна (голова Стасіцький Й. П.) та «Нове життя» (голова Сав'як М. С.), які в 1949 р. злили в один. В 1950 р. в селі проживало 1980 осіб, була семирічна школа, було створено компартійну організацію, що налічувала 4-ро комуністів. З 1974 по 1980 роки господарство села стало відділком колгоспу «Прапор комунізму», керівниками якого були Герелюк В. І., Прусак М. О., Гломба С. О. В 1980 р. відділок було реорганізовано в колгосп ім. Шевченка. В 1987 р. в селі відкрили Будинок культури, дитячий садок та адмінбудинок. Знаменним для джурківців став 1989 р., коли в селі було відкрито пам'ятник Т. Г. Шевченку. В 1990 р. створені осередки НРУ та ТУМ.

## В незалежній Україні
1992 рік став роком масштабної газифікації селянських осель. В 1993 році відбулося розпаювання сільськогосподарських земель. 931 пайовик одержав сертифікати на право користування земельними паями. Через рік вони створили спілку селян ім. Шевченка, яку в 2000 р. було реорганізовано в сільськогосподарський кооператив. Жителі села прославилися на всю Україну найбільшою заготівлею молока. Сьогодні кооператив обробляє 723 га землі, спеціалізуючись на тваринництві, вирощування цукрових буряків та зернових культур. В селі жили і сьогодні ще трудяться майстри з обробки деревини. Найкращих успіхів досяг Совтисік Микола. Виготовлені ним меблі і сьогодні прикрашають оселі джурківців. А його онук Сава Богдан залишив про себе згадку, змайструвавши іконостас до новозбудованої сільської церкви. Жителі села гордяться своїм односельцем Прусаком М. М., який понад 15 років був губернатором Новгородської області Росії. Серед вихідців із села є і генерали армії (Стадничук Д.), і керівники компаній (Сеньків В. С., Воробець С. В., Стефюк Г. М.).

## Культура
Будинок культури розташований у центрі села, займає площу 1000 кв.м. Двоповерхова споруда, збудована у 1984 р.,має глядацький зал на 300 місць, сцену, комора, кімнати, фоє, коридор, вестибюль, підсобні кімнати, кімнату гурткової роботи. При Будинку культури працюють гуртки художнього слова, драматичний, вокальний, чоловічий, дівочий та фольклорний ансамблі. Директор Будинку культури — Наталія Степанівна Гуцуляк.
Бібліотека в селі Джурків була створена 1947 року. Бібліотека розміщена на другому поверсі Будинку культури площею 110 м². Це дві великі кімнати, де є читальний зал та книгосховище з 1970 р., бібліотека обслуговує жителів села Джурків та хутора Пищаче. З 2010 р. на посаду бібліотекаря було призначено Галину Степанівну Мондрик. Не дивлячись на всякі негаразди та труднощі в повсякденному житті, люди тягнуться до книги, люблять читати, пізнавати щось нове. У 2011 р.в приміщенні бібліотеки було створено краєзнавчий куточок, у якому представленні кращі роботи жителів села. Особливу увагу бібліотека приділяє обслуговуванню людей з обмеженими можливостями, інвалідів війни, людей похилого віку. Бібліотека звертає велику увагу на роботу з дітьми, адже діти — цвіт української нації, наше майбутнє покоління.

## Наше сьогодення
На сьогодні в селі 634 двори,1500 жителів. За минулі два роки в селах Джурків та Пищаче проведено роботи із благоустрою території, зокрема облаштовано прилеглу територію Джурківської ЗОШ l-ll ступенів, яка у 2019 році здобула статус гімназії та ДНЗ «Журавлик», якій відновив своє функціонування у 2013 році, а також до Будинку культури села Джурків, в якому розташована сільська бібліотека, встановлено бруківку біля могили Січових Стрільців. Замінили більше 30 вікон у Будинку культури. Проведено освітлення всіх вулиць. Також при Джурківській сільській раді надає послуги ФАП. Село цінує своїх жителів. Шанує тих, які брали участь в АТО, і тих, що продовжують і далі захищати територію України, а це: В. М. Марцинюк, М. І. Печенюк, І. Я. Прусак, П. П. Пилипчук, М. П. Ковцуняк, В. В. Лубик, П. П. Гломба, Л. К. Кашуба, М. П. Крижанівський, І. Д. Маковійчук.
За рішенням громади за особливі заслуги перед односельцями присвоєно звання Почесного громадянина села: М. М. Романюку, С. С. Лащуку, П. В. Семківу, Я. І. Семків, Є. М. Квецько, М. С. Прусаку. Але найбільшою гордістю села є його люди, що своєю працею, художньою самодіяльністю прославляють Джурків на весь район.

## Церква
Церква Успення Пресвятої Богородиці (1998).28 1998 року митрополит Галицький Андрій освятив храм і він з того часу почав діяти. Настоятель — митр. прот. Іван Кузьмин. Храмове свято 28 серпня на Успення Пресвятої Богородиці. За час незалежності споруджено п'ять мурованих каплиць. У липні 2016 року парафія церкви перейшла з-під юрисдикції УАПЦ в УПЦ КП.

## Персоналії
- Войчук Михайло Дмитрович (* 1967) — український актор театру, кіно та дубляжу, диктор, телерадіоведучий.

## Світлини

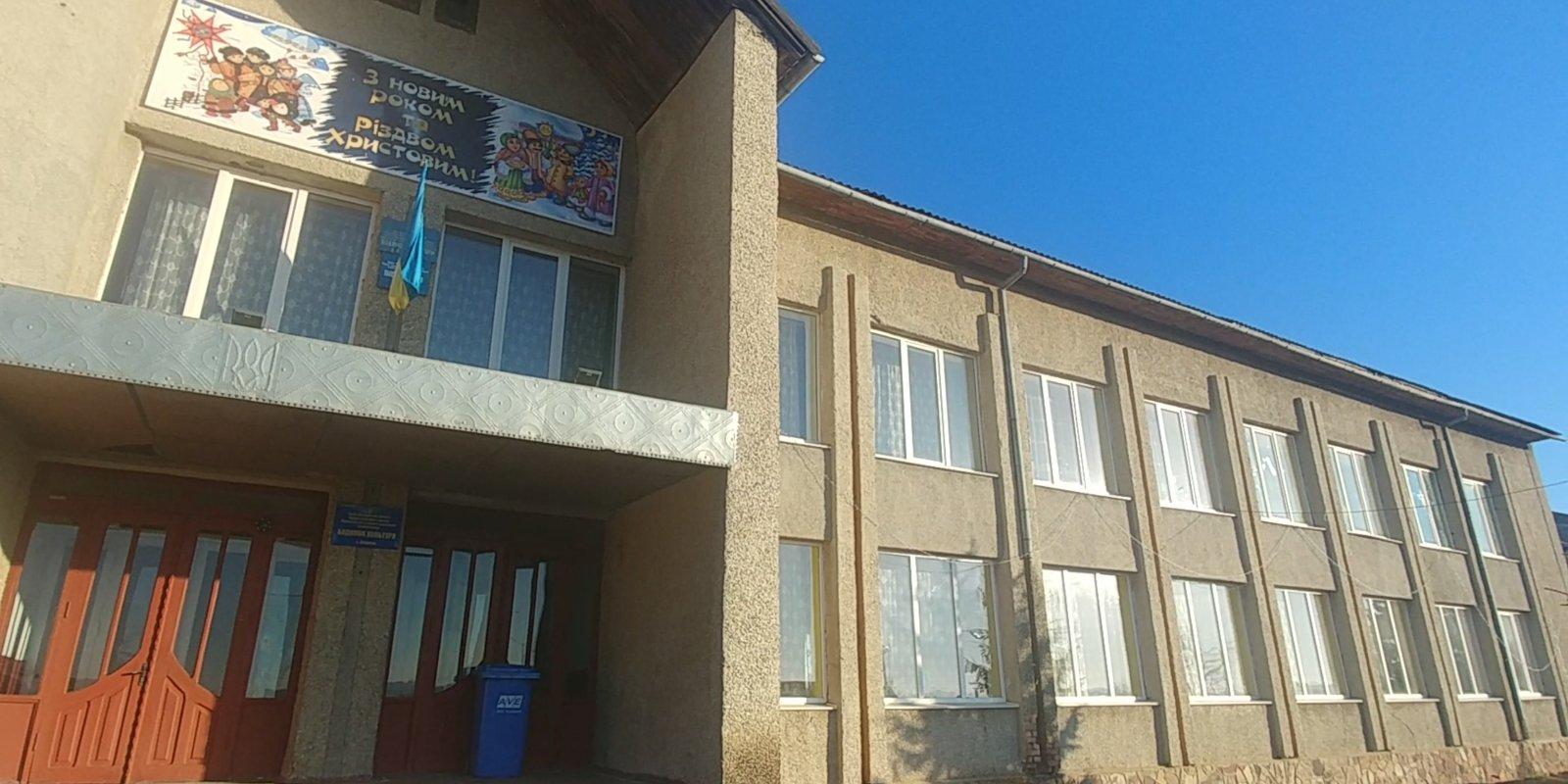
Будинок Культури
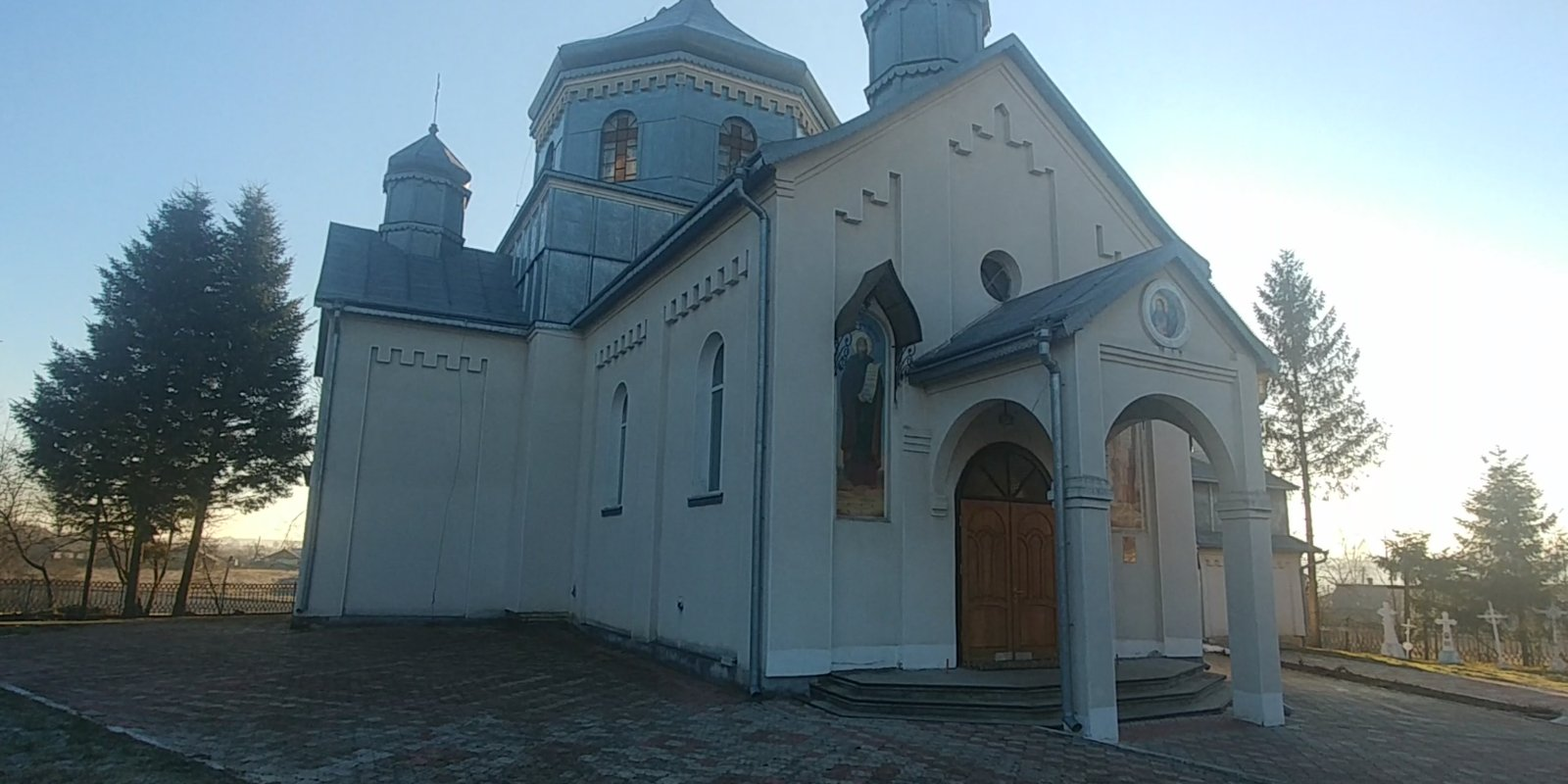
Церква
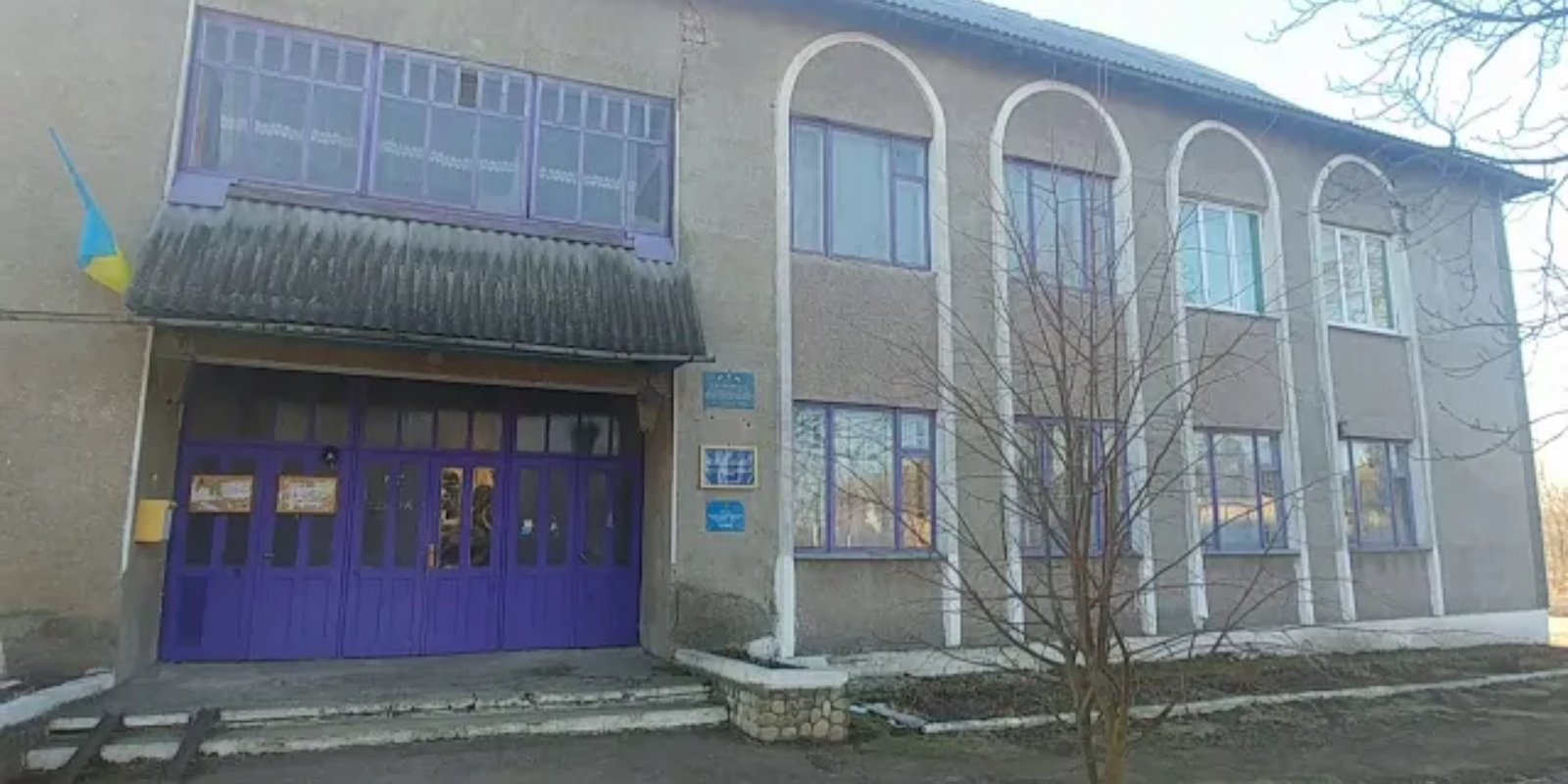
Сільська рада
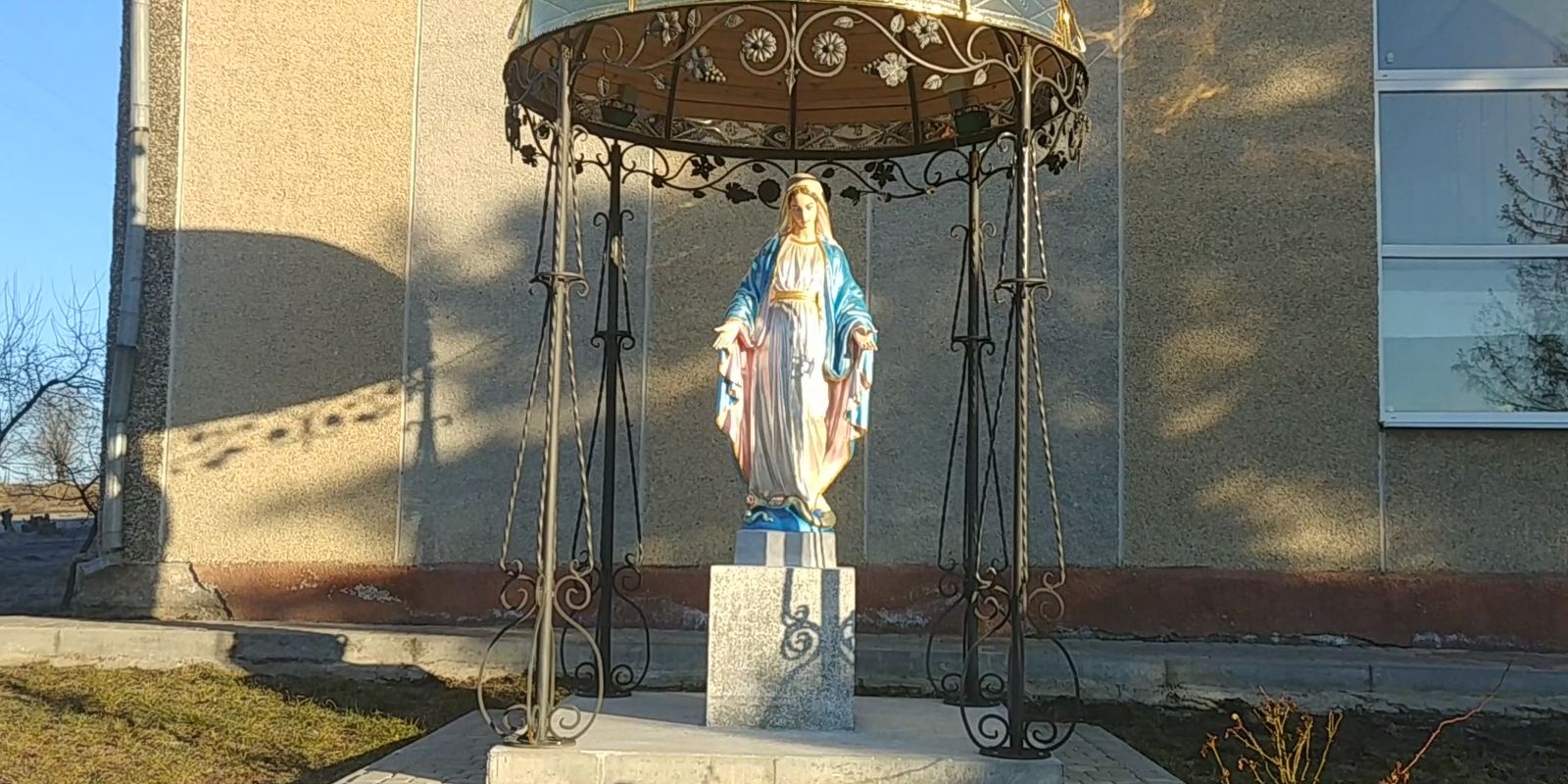
Матір Божа
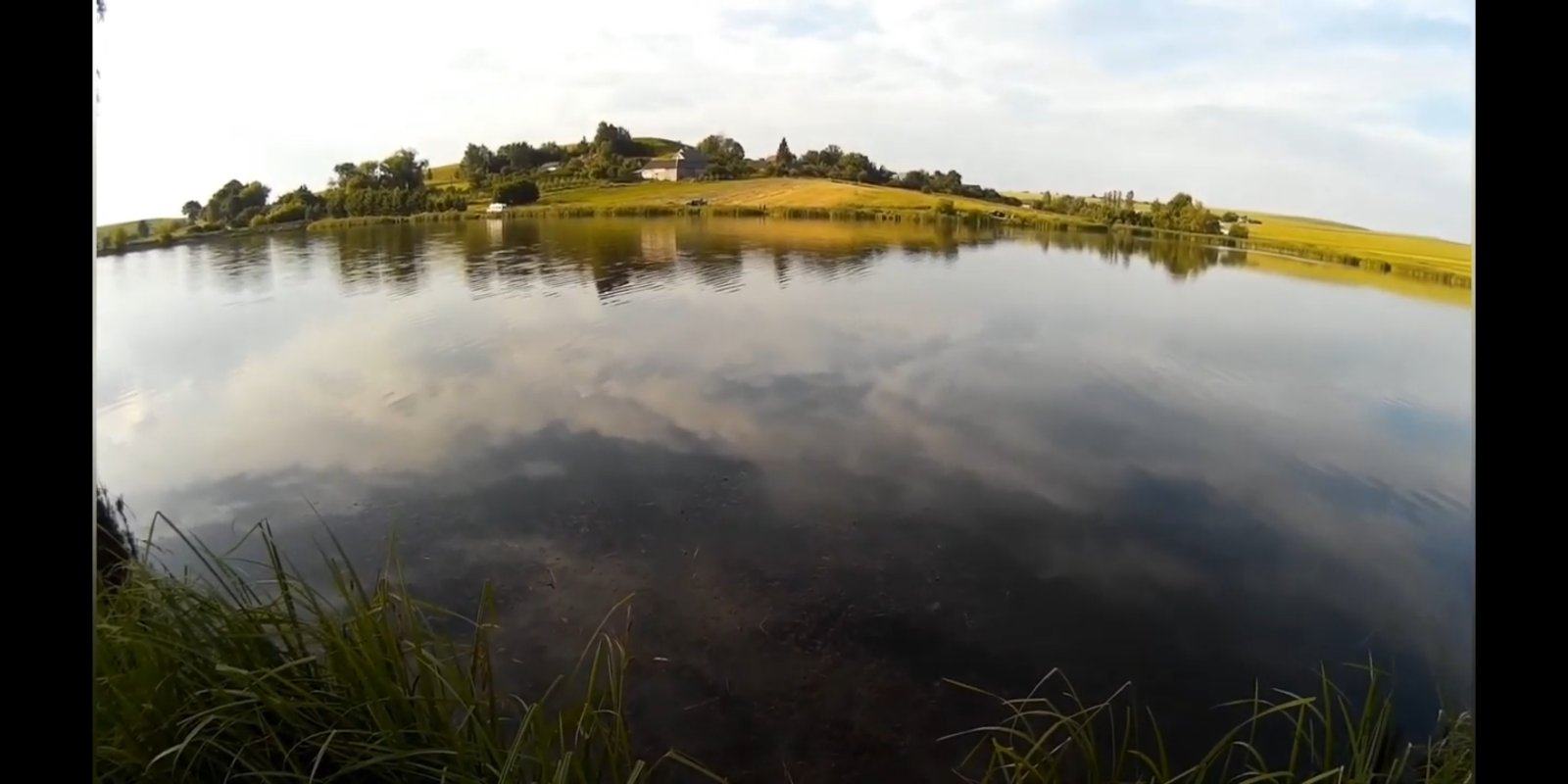
Озеро
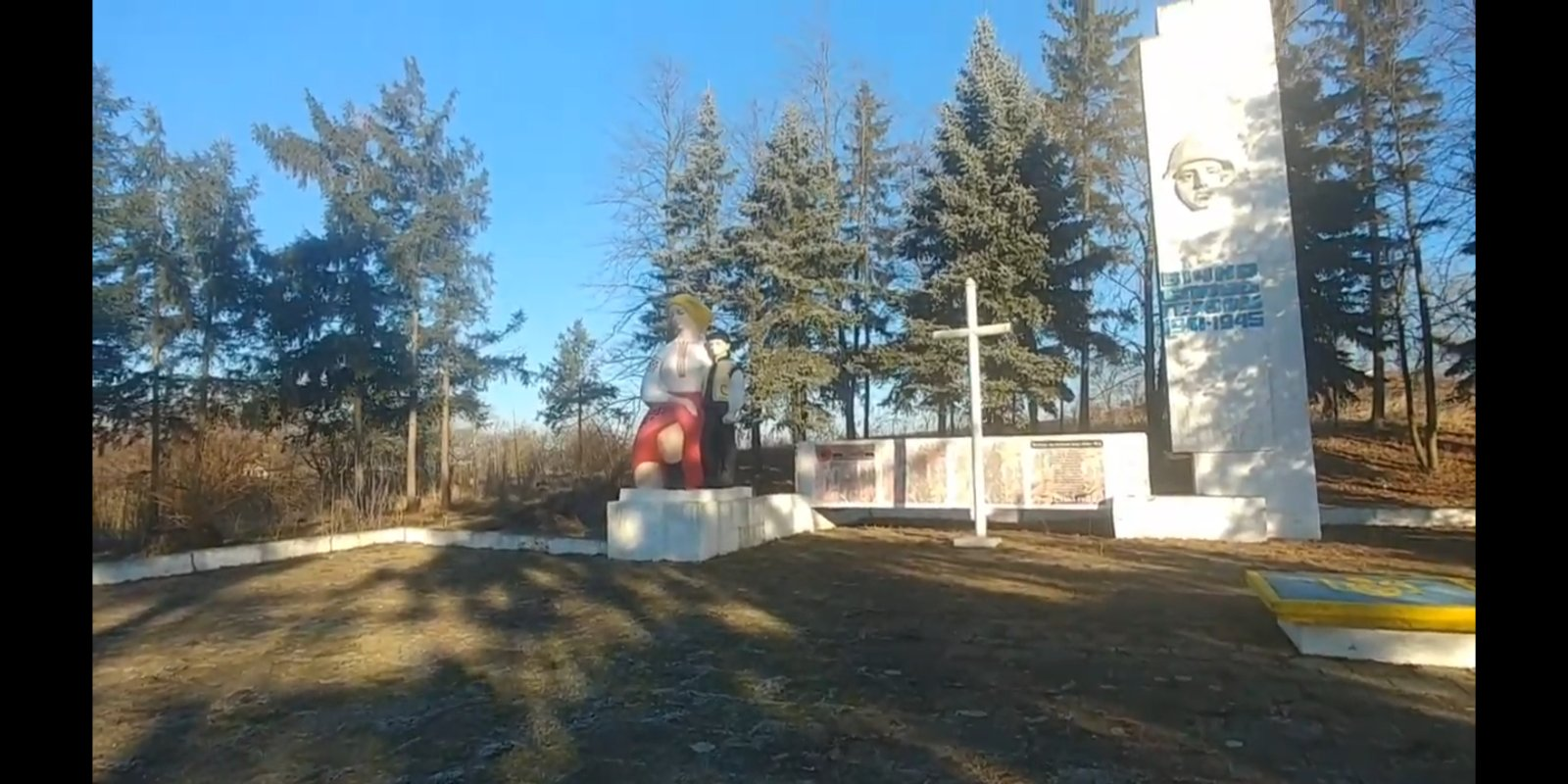
Пам'ятник "Вічна слава Героям"
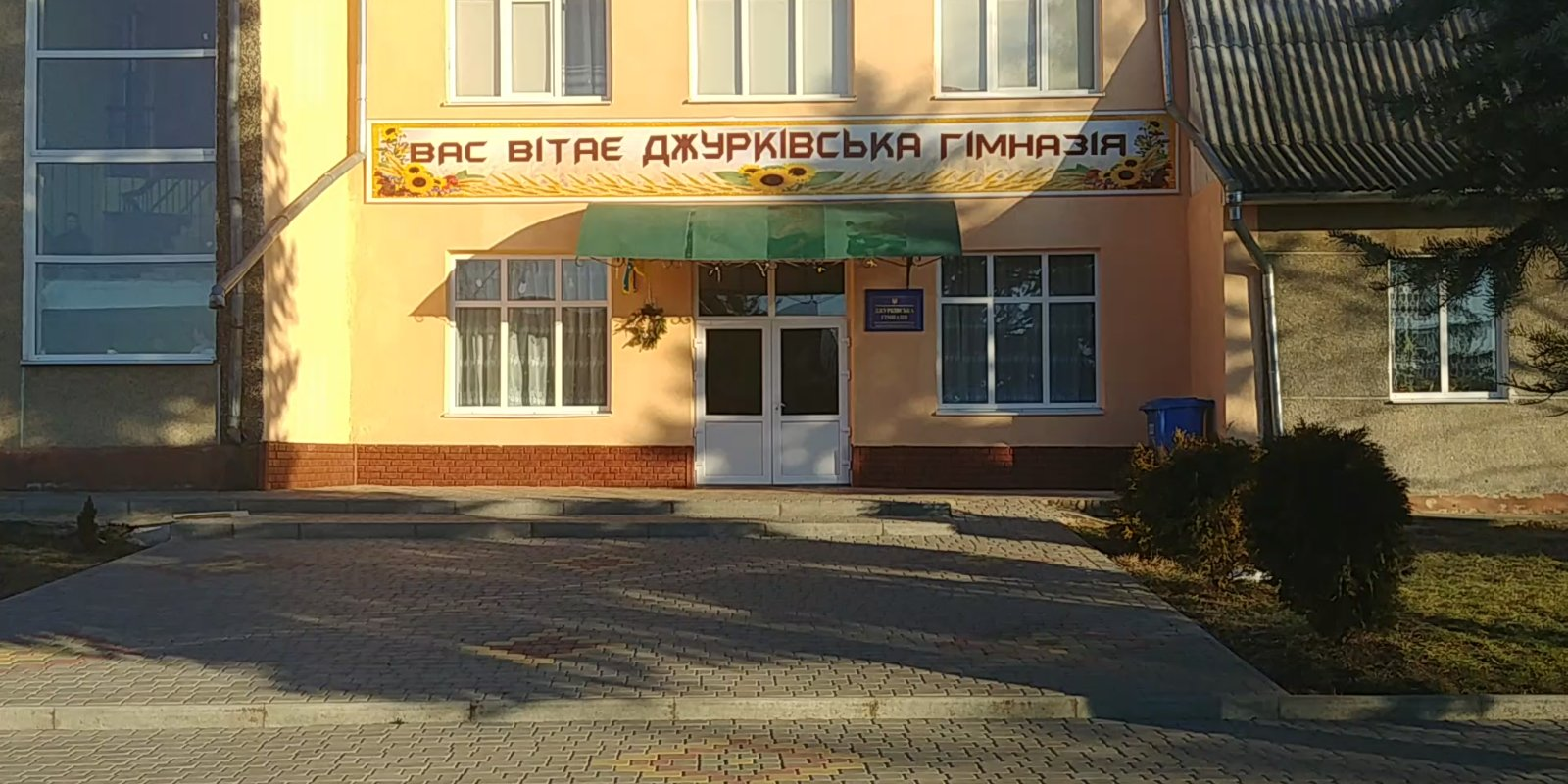
Гімназія
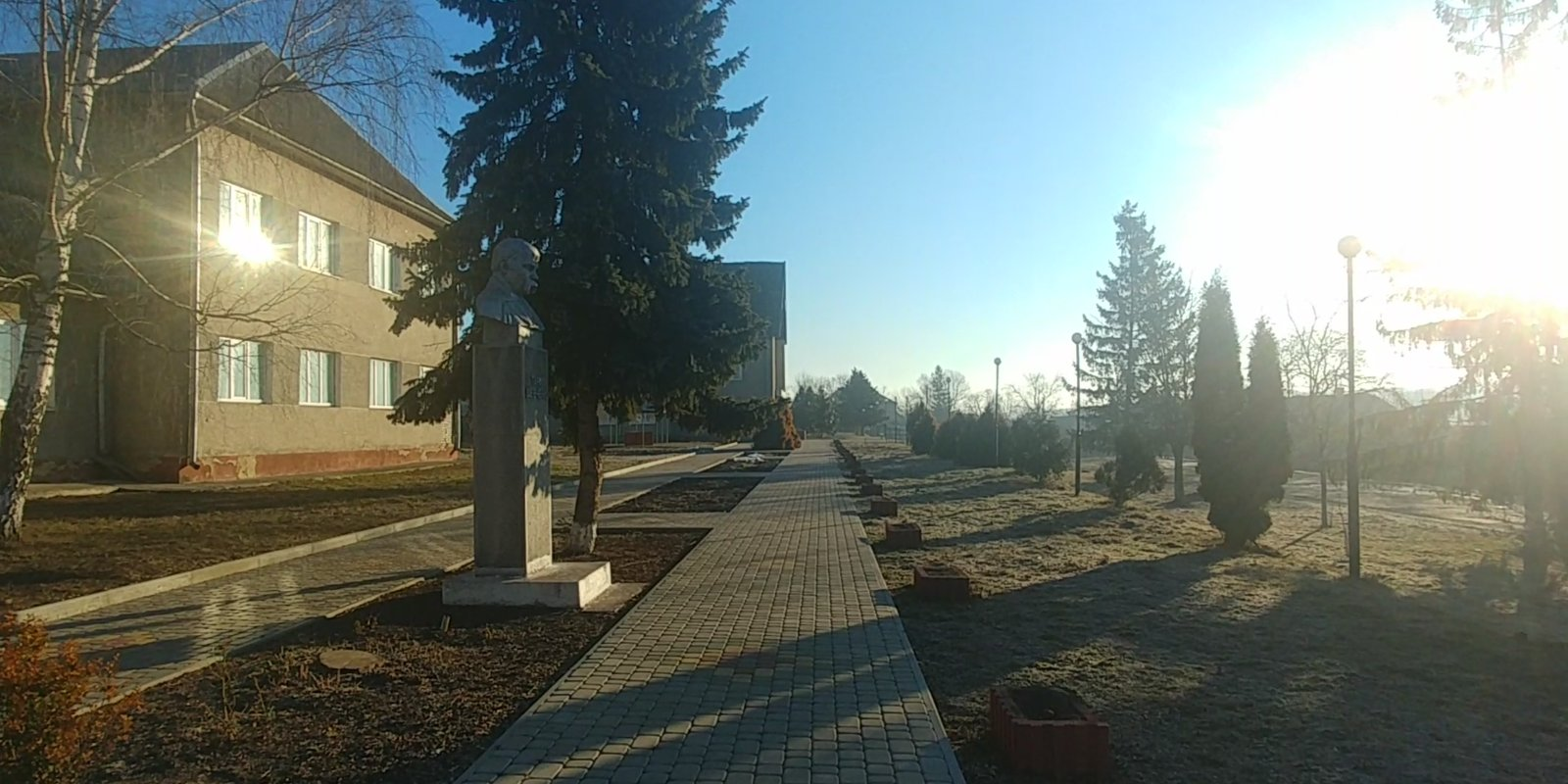
Алея
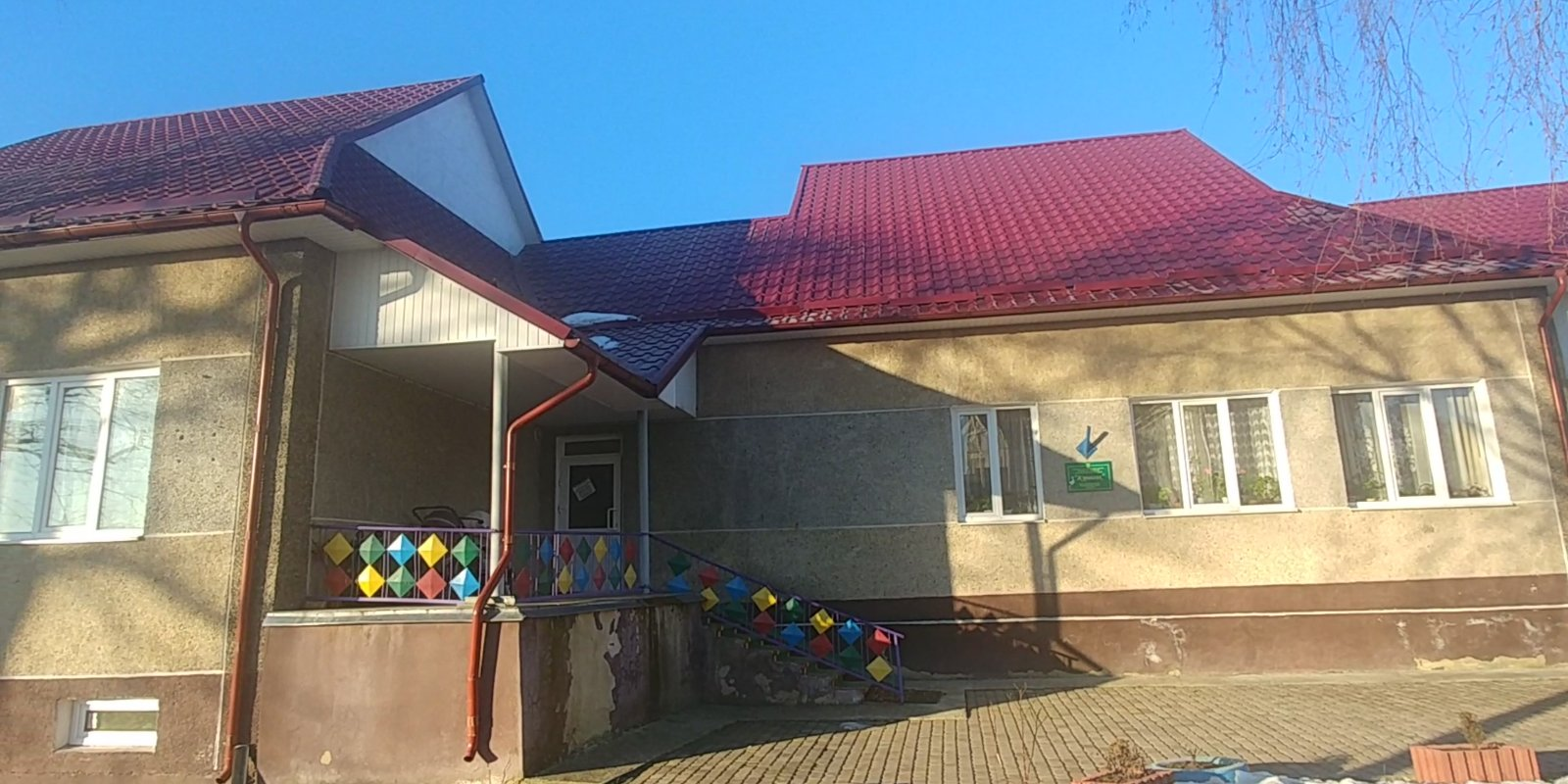
Садочок"Журавлик"
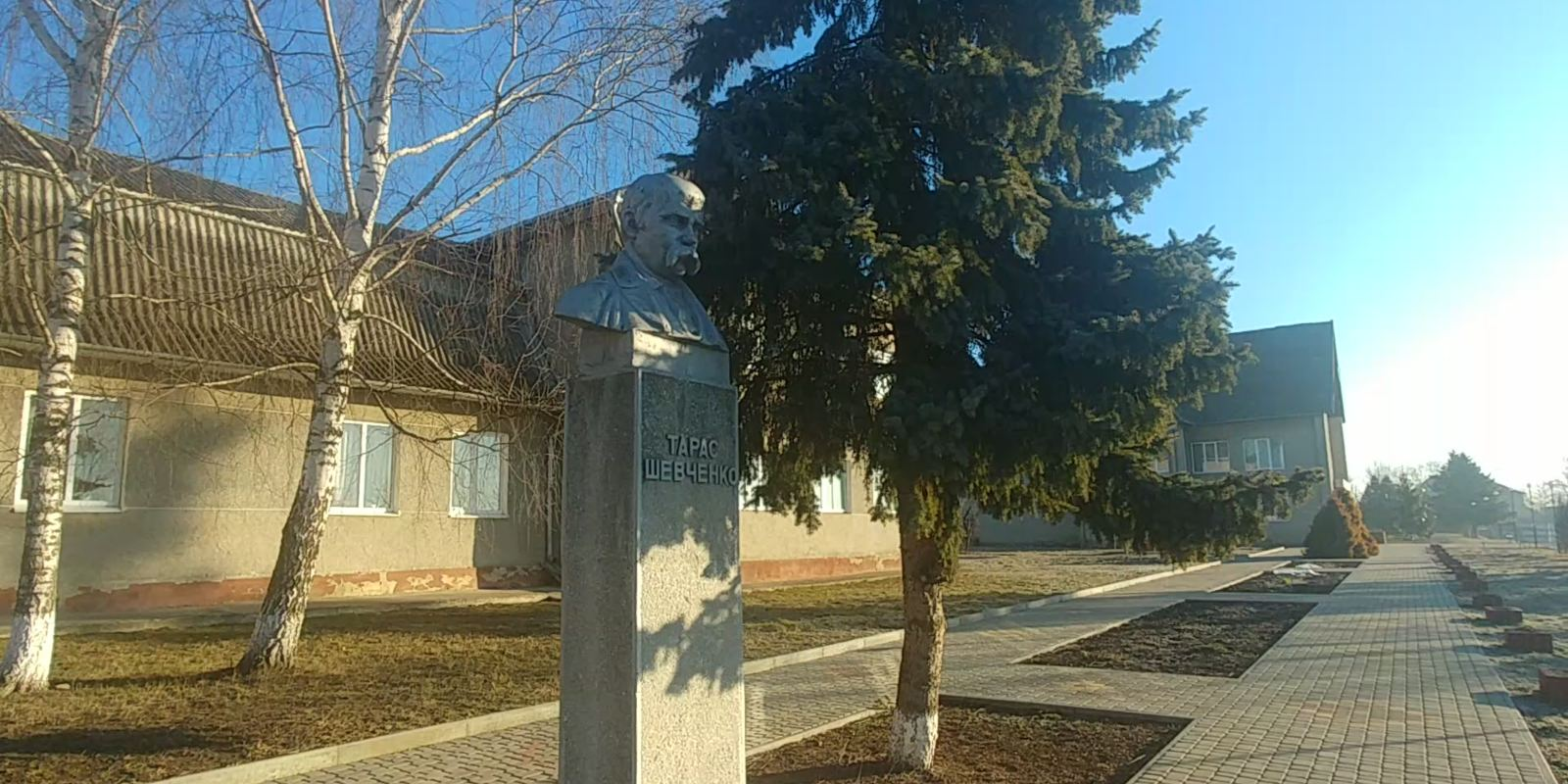
Пам'ятник Т.Г.Шевченку